# Zara-klass
Zara-klassen var en klass av fyra tunga kryssare som byggdes för italienska Regia Marina (kungliga flottan) i slutet av 1920-talet och början av 1930-talet. Klassen bestod av fartygen Zara, Fiume, Gorizia och Pola, varav Pola färdigställdes enligt en något annorlunda konstruktion. Fartygen var en avsevärd förbättring jämfört med de föregående kryssarna i Trento-klassen, med betydligt tyngre pansar på bekostnad av Trento-kryssarnas mycket höga hastighet. De hade samma huvudbatteri med åtta 20,3 cm kanoner och hade en högsta hastighet på 32 knop (59 km/h). De var bland de bäst skyddade tunga kryssare som byggdes av någon flotta på 1930-talet, och det tunga pansaret kunde endast erhållas genom att bryta mot villkoren i Washingtonfördraget, som begränsade kryssares deplacement till 10 160 ton.
Alla fyra fartygen tjänstgjorde i flottan under mellankrigstiden, där de främst var sysselsatta med övningar och flottuppvisningar. Under det spanska inbördeskriget evakuerade Gorizia italienska medborgare och Pola deltog i icke-interventionspatruller. Alla fyra fartygen stödde den italienska invasionen av Albanien i april 1939, strax före utbrottet av andra världskriget. Efter att Italien anslöt sig till den bredare konflikten 1940 deltog de fyra fartygen i omfattande insatser i Medelhavet mot brittiska styrkor. Fartygen deltog i slagen vid Kalabrien och Kap Matapan, och i det senare engagemanget sänktes Zara, Pola och Fiume alla under nattliga strider med tre brittiska slagskepp.
Gorizia fortsatte sin tjänstgöring och deltog i det första och andra slaget vid Sirte. Hon skadades allvarligt av amerikanska bombflygplan i april 1943 och bogserades till La Spezia, där hon fortfarande var under reparation när Italien kapitulerade i september. Tyskland beslagtog fartyget när de ockuperade hamnen, och italienska kommandosoldater försökte utan framgång sänka henne i juni 1944. I dåligt skick vid krigsslutet beslutade den italienska flottan efter kriget att sälja fartyget för skrotning 1947.

## Design
Medan de föregående tunga kryssarna av Trento-klassen fortfarande byggdes började delar av den italienska flottledningen tvivla på effektiviteten hos de nya fartygen, som offrade pansar till förmån för mycket höga hastigheter. De förespråkade en mer balanserad konstruktion som skulle innehålla ett mer omfattande pansar, med ett huvudbälte som var 200 millimeter tjockt, samtidigt som man behöll batteriet med åtta 20,3 cm kanoner och en hastighet på minst 32 knop (59 km/t). Konstruktörerna fann snabbt att dessa egenskaper inte kunde införlivas i ett fartyg som höll sig inom den gräns på 10 160 ton som infördes genom Washingtonavtalet. Marinledningen gick med på att låta de nya fartygen överskrida deplacementsgränserna, men instruerade konstruktörerna att ta bort onödiga funktioner för att spara så mycket vikt som möjligt. Som ett resultat av detta minskades bältespansaret i tjocklek och de planerade torpedtuberna togs bort. Trentos plana däck övergavs och fartygen fick istället ett fördäck och ett nedtrappat huvuddäck. Dessutom skulle Zara-designen drivas av endast två propellrar som drevs av ett lätt maskineri, till skillnad från det fyraxliga arrangemanget som användes i Trento-fartygen. Fartygen överskred ändå deplacementgränsen med minst 1 300 ton. År 1928 var arbetet med det som skulle bli Zara-klassen färdigt, och de två första fartygen, Zara och Fiume, beställdes för byggprogrammet 1928-1929. Gorizia följde under byggåret 1929-1930 och Pola beställdes under programmet 1930-1931. Alla fyra fartygen fick namn efter tidigare österrikisk-ungerska städer som annekterades av Italien efter första världskriget.

### Generella egenskaper

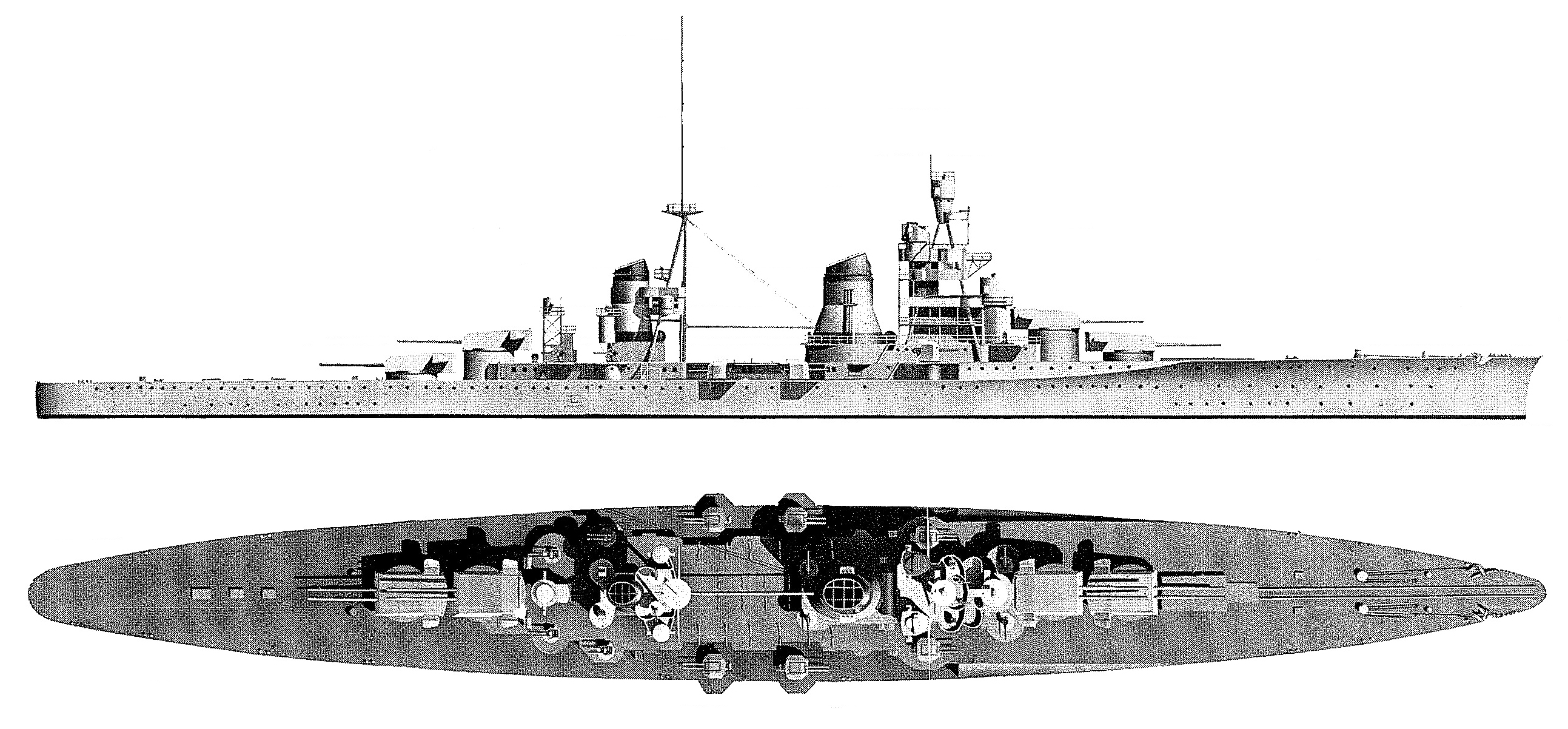
Avbildning av en Zara-klass kryssare.

Fartygen i Zara-klassen var 179,6 meter långa vid vattenlinjen och 182,8 meter långa totalt. De hade en bredd på 20,62 meter och ett djupgående på 7,2 meter. Fartygen hade ett standarddeplacement på 11 508–11 900 ton samt 14 168–14 560 ton vid full last, där Fiume var den lättaste av de fyra och Gorizia den tyngsta. De tre första fartygen byggdes med lätta överbyggnader för att spara vikt, men Pola, som var avsedd att fungera som flaggskepp, fick en mycket större bryggkonstruktion för att rymma en amiralsstab. Alla fyra fartygen fick två trebenta master, där den främre masten restes över bryggan. De hade en besättning på 841 officerare och värnpliktiga. Fartygen medförde ett par IMAM Ro.43 sjöflygplan för spaning; hangaren var placerad under förmaket och en fast katapult var monterad på centerlinjen vid fören.
Fartygens framdrivningssystem bestod av två Parsonturbiner som drevs av åtta oljeeldade Thornycroft-pannor, med undantag för Fiume som fick Yarrowpannor. Pannorna var kopplade till två skorstenar mittskepps. Deras motorer var dimensionerade till 95 000 axelhästkrafter (71 000 kW) och gav en topphastighet på 32 knop (59 km/h), även om alla fyra fartygen vid sjötester överträffade dessa siffror betydligt, och nådde ett minimum på 118 000 shp (88 000 kW) och hastigheter på 33 till 34 knop (61 till 63 km/h). I drift låg de praktiska hastigheterna dock i intervallet 31–32 knop (57–59 km/h). Fartygen hade en kapacitet på 2 300 till 2 400 ton brännolja, vilket gav dem en räckvidd på mellan 4 850 och 5 400 nautiska mil (8 980 till 10 000 km) med en marschfart på 16 knop (30 km/h). Vid maximal hastighet sjönk deras operativa radie till 1 150–1 900 nautiska mil (2 130–3 520 km), men eftersom de italienska örlogsfartygen endast var avsedda att operera inom Medelhavet var deras relativt korta räckvidd inget större problem.

### Pansar och bestyckning

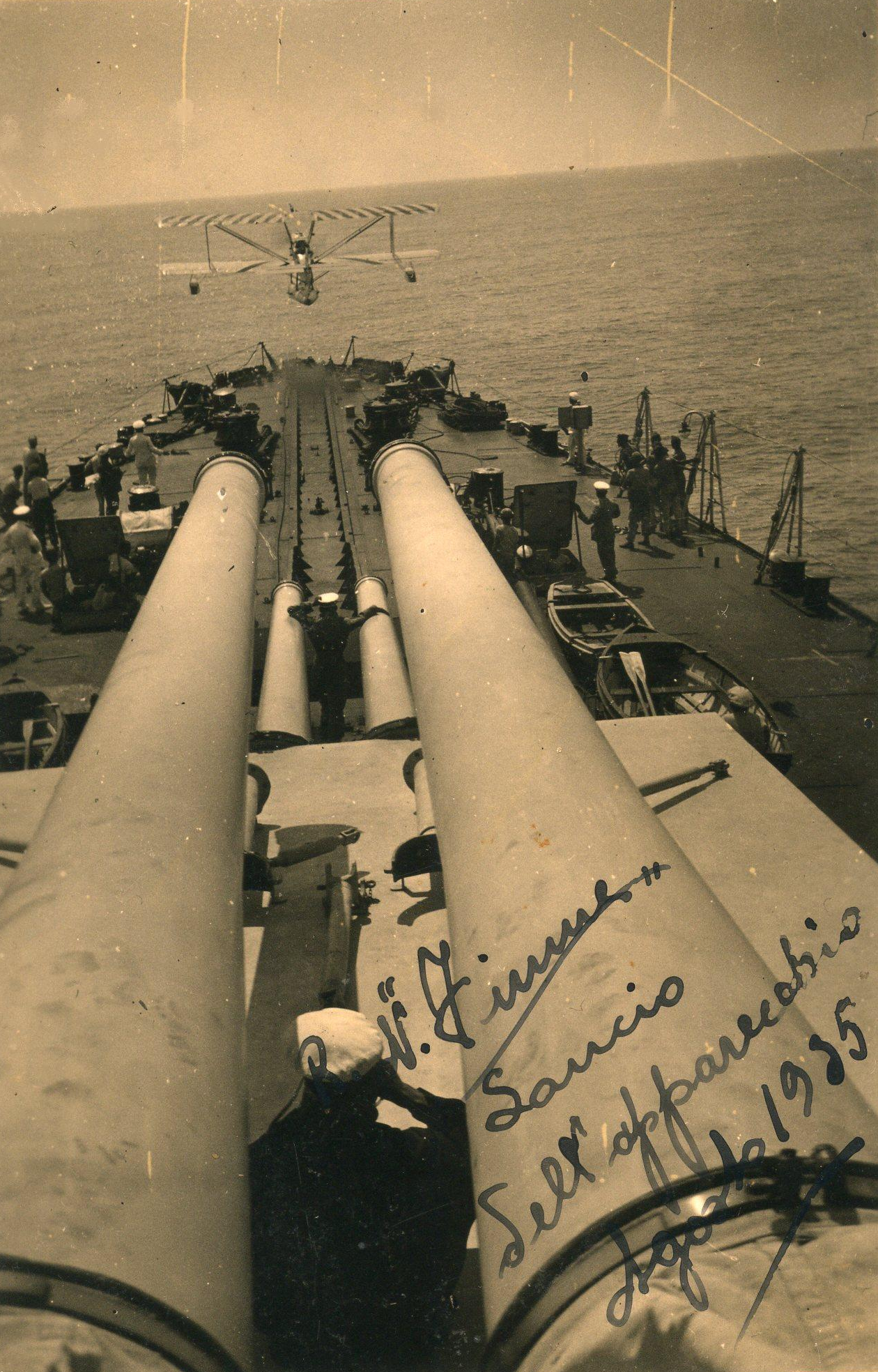
Fiumes sjöflygplan skjuts iväg av katapulten.

Zara-klassen var bestyckade med ett huvudbatteri med åtta 20,3 cm Mod 29 53-kalibriga kanoner i fyra torn. Tornen var placerade i par framåt och bakåt. Kanonerna avfyrade granater på 125 kilo med en mynningshastighet på 940 meter per sekund, med en eldhastighet på cirka tre och ett halv skott per minut. Tornen tillät elevation till 45 grader, vilket gav en maximal räckvidd på 31 500 meter. Varje fartyg bar 157 granater per kanon. Liksom Trento-skeppen led Zara-klassens fartyg av granatspridning som försämrade precisionen. Problemet berodde till stor del på dålig kvalitetskontroll i de italienska ammunitionsfabrikerna, som inte lyckades säkerställa de snäva tillverkningstoleranser som krävs för exakta granater. Dessutom krävde de enkla vaggfästena att kanonerna skulle stå mycket nära varandra, vilket gjorde att granaterna störde varandra under flygning och bidrog till spridningsproblemet. I ett försök att åtgärda spridningsproblemet försågs kanonerna med modifierade granater som avfyrades i 900 meter per sekund.
Luftvärnet tillhandahölls av ett batteri med sexton 10 cm 47-kalibriga kanoner i dubbelfästen, fyra Vickers-Terni 40 mm automatkanoner i enkelfästen och åtta 13,2 mm kulsprutor i dubbelfästen. 10 cm kanonerna var kopior av österrikisk-ungerska kanoner konstruerade 1910 av Škoda som placerades i nydesignade dubbelfästen som höjdes till 85 grader för en maximal räckvidd på 15 240 meter. Fartygens sekundära batteri reviderades flera gånger under deras karriär. Två av 10 cm kanonerna och alla 40 mm-kanonerna togs bort i slutet av 1930-talet och åtta 37 mm 54-kaliberskanoner installerades i deras ställe. Två 12 cm 15-kalibriga lysgranatkastare lades till 1940. År 1942 ersattes lysgranatkastarna ombord på Gorizia, som vid den här tiden var den enda överlevande medlemmen i klassen, med ytterligare fyra 37 mm-kanoner. Året därpå ersatte ett batteri med fjorton 20 mm automatkanoner i sex dubbel- och två enkelfästen alla 13,2 mm kulsprutor ombord.
Fartygen skyddades av ett pansarcitadell som täckte fartygens vitala delar, inklusive maskinutrymmen och ammunitionsmagasin. Det vertikala skyddet bestod av ett pansarbälte som var 150 mm tjockt vid vattenlinjen och minskade till 100 mm vid bältets nedre kant. Deras huvudsakliga pansardäck var 70 mm tjockt, och lådan som bildades av bältet och däcket täcktes i båda ändarna av pansarskott som var 120 mm tjocka i den övre delen och 90 mm i den nedre delen. Huvuddäcket kompletterades med ett övre däck som var 20 mm tjockt och som var avsett att detonera tändrören hos inkommande granater innan de träffade huvuddäcket; det övre däcket var anslutet till ett övre bälte som var 30 mm tjockt. Kanontornen hade en 150 mm tjockt pansar på sidorna och barbetterna som de satt i var också 150 mm tjocka.
Zara-klassen hade tre gånger så mycket pansar som de föregående Trento-fartygen. Det tunga pansaret gjorde Zara-klassen till de bäst skyddade kryssarna fram till Des Moines-klassen, som USA påbörjade 1945. Detta extra pansar skulle ha gjort fartygen väldigt framtunga, så för att kompensera detta höjdes fartygets bakre del med ett däck bakom den främre skorstenen.

## Skepp i klassen
| Namn    | Varv                           | Kölsträckt    | Sjösatt          | Färdigställd     |
| ------- | ------------------------------ | ------------- | ---------------- | ---------------- |
| Zara    | O.T.O. La Spezia               | 4 juli 1929   | 27 april 1930    | 20 oktober 1931  |
| Fiume   | Stabilimento Tecnico Triestino | 29 april 1929 | 27 april 1930    | 23 november 1931 |
| Gorizia | O.T.O. Livorno                 | 17 mars 1930  | 28 december 1930 | 23 december 1931 |
| Pola    | O.T.O. Livorno                 | 17 mars 1931  | 5 december 1931  | 21 december 1932 |

## Tjänstgöring
Efter att ha tagits i bruk i början av 1930-talet deltog de fyra fartygen i Zara-klassen i övningar med den italienska flottan och deltog i flottuppvisningar som hölls för utländska ledare, däribland Adolf Hitler från Nazityskland och Miklós Horthy, Ungerns regent. Gorizia och Pola var inblandade i det spanska inbördeskriget. 1936 genomförde Pola patruller och Gorizia transporterade italienska medborgare från Gijón i Spanien till Le Verdon-sur-Mer i Frankrike samma år. Efter att ha lämnat Frankrike besökte Gorizia Tyskland, och på vägen tillbaka drabbades hon av en stor explosion i en flygbensintank som tvingade henne att lägga till i Gibraltar för reparation. Där upptäckte brittiska varvsinspektörer att fartyget kraftigt överskred Washingtonfördragets deplacementsbegränsning. I mars 1939 skickades alla fyra fartygen ut för att hindra en skvadron av republikanska örlogsfartyg från att nå Svarta havet, vilket tvingade dem att stanna i Bizerte i Tunisien, där de internerades. Följande månad gav Zara, Pola och Gorizia eldunderstöd till de italienska styrkorna som invaderade Albanien.
Kryssarna i Zara-klassen gjorde stor nytta under andra världskriget och deltog i flera insatser för att förstöra brittiska konvojer i Medelhavet. I slaget vid Kalabrien i juli 1940 attackerade torpedflygplan från det brittiska hangarfartyget HMS Eagle kryssarna i Zara-klassen, men de lyckades inte träffa dem. Fartygen tog sig fram till fronten av den italienska stridslinjen och anslöt sig till attacken mot det ledande brittiska slagskeppet Warspite, men de fick inte in några träffar. Brittiska kryssare attackerade när italienarna drog sig tillbaka, men kraftig eldgivning från de italienska kryssarna drev bort dem. Alla fyra fartygen klarade sig undan skador i anfallet mot Taranto i november 1940. I mars 1941 vid slaget vid Kap Matapan immobiliserades Pola av en torped från ett Swordfish-torpedflygplan baserat på det brittiska hangarfartyget HMS Formidable. Zara och Fiume avskiljdes från resten av flottan för att skydda Pola, och alla tre samt två jagare sänktes i en nattlig närstrid med slagskeppen Barham, Valiant och Warspite. De italienska förlusterna var mycket stora, med 783 dödade ombord på Zara, 328 dödade ombord på Pola och 812 ombord på Fiume. De överlevande, främst från Pola, räddades först av brittiska jagare, även om grekiska jagare och ett italienskt sjukhusfartyg plockade upp andra under de följande dagarna.
Gorizia, som var den enda överlevande i klassen, deltog i det första slaget vid Sirte i december 1941 och det andra slaget vid Sirte i mars 1942, då hon var hårt ansatt i strid med brittiska lätta kryssare och jagare. Eftersom striden ägde rum på mycket långt håll fick ingen av sidorna några träffar. Under denna period deltog fartyget också som konvojeskort för att försörja italienska och tyska styrkor i Nordafrika. Medan fartyget låg förtöjt i La Maddalena 10 april 1943 genomfördes en stor attack från bombflygplan från det amerikanska flygvapnet som sänkte den tunga kryssaren Trieste och träffade Gorizia med tre bomber och orsakade allvarliga skador. Hon var fortfarande under reparation i La Spezia när Italien kapitulerade till de allierade i september, och hon beslagtogs av tyska styrkor när de ockuperade stora delar av landet. Den 22 juni 1944 använde italienska grodmän Chariot-torpeder för att ta sig in i hamnen och sänka Gorizia och den tunga kryssaren Bolzano, som också var ur tjänst på grund av stridsskador, för att förhindra att de användes som blockadfartyg även om Gorizia överlevde attacken. Hon såldes ändå för skrotning 1947, eftersom det skulle ha varit för dyrt att reparera henne.